# Ardea (zoologia)
Ardea Linnaeus, 1758 è un genere della famiglia degli Ardeidi. Comprende le specie più grandi della famiglia, che possono misurare 80–100 cm o più di lunghezza.
Diffuse quasi in tutto il mondo, le specie di Ardea vivono nelle zone umide, dove vanno a caccia di pesci, rane e altri animali acquatici.
Quasi tutte le specie di Ardea nidificano in colonie riproduttive sugli alberi, dove costruiscono grossi nidi fatti di ramoscelli. Talvolta le specie che vivono più a nord, come l'airone azzurro maggiore, l'airone cenerino e l'airone rosso, migrano verso sud in inverno, sebbene le prime due si spostino solamente nelle aree dove le acque gelano.
Tutte queste specie sono dotate di grossi becchi a forma di lancia, lunghi colli e lunghe zampe; vanno a caccia nelle acque poco profonde muovendosi lentamente e arpionando la preda con il becco. Volano lentamente, ritraendo il collo come tutti gli Ardeidi; tale caratteristica li differenzia dalle cicogne, dalle gru e dalle spatole, che invece tengono il collo disteso.

## Tassonomia
Il genere Ardea comprende le seguenti specie:
- Ardea alba Linnaeus, 1758 - airone bianco maggiore
- Ardea cinerea Linnaeus, 1758 - airone cinerino
- Ardea cocoi Linnaeus, 1766 - airone cocoi
- Ardea goliath Cretzschmar, 1827 - airone golia
- Ardea herodias Linnaeus, 1758 - airone azzurro maggiore
- Ardea humbloti Milne-Edwards e Grandidier, 1885 - airone di Humblot
- Ardea insignis Hume, 1878 - airone panciabianca
- Ardea intermedia Wagler, 1829 - garzetta intermedia
- Ardea melanocephala Vigors e Children, 1826 - airone testanera
- Ardea pacifica Latham, 1801 - airone del Pacifico
- Ardea purpurea Linnaeus, 1766 - airone rosso
- Ardea sumatrana Raffles, 1822 - airone beccogrosso